# Liste der Hochhäuser in Florida
In der Liste der Hochhäuser in Florida werden die höchsten Hochhäuser im US-Bundesstaat Florida ab einer strukturellen Höhe von 150 Metern aufgezählt. Das bedeutet die Höhe bis zum höchsten Punkt des Gebäudes ohne Antenne. Aufgezählt werden nur fertiggestellte und im Bau befindliche Hochhäuser. Seit 2018 ist der Panorama Tower mit 265 Metern das höchste Gebäude in Florida.

## Auflistung der Hochhäuser nach Höhe
| Nr. | Name                                | Stadt             | Höhe                          | Etagen | Baujahr | Status |
| --- | ----------------------------------- | ----------------- | ----------------------------- | ------ | ------- | ------ |
| 1.  | Four Seasons Hotel & Tower          | Miami             | 243,8 m (Höhe bis zur Spitze) | 64     | 2003    | Erbaut |
| 2.  | Southeast Financial Center          | Miami             | 232,8 m                       | 55     | 1984    | Erbaut |
| 3.  | 900 Biscayne Bay                    | Miami             | 217 m (Höhe bis zur Spitze)   | 65     | 2008    | Erbaut |
| 4.  | Marquis                             | Miami             | 207 m                         | 63     | 2009    | Erbaut |
| 5.  | Wells Fargo Center                  | Miami             | 197,2 m                       | 46     | 2010    | Erbaut |
| 6.  | Mint                                | Miami             | 192,3 m (Höhe bis zur Spitze) | 55     | 2009    | Erbaut |
| 7.  | Infinity at Brickell                | Miami             | 192 m                         | 52     | 2008    | Erbaut |
| 8.  | Miami Tower                         | Miami             | 190,5 m                       | 47     | 1986    | Erbaut |
| 9.  | Bank of America Tower               | Jacksonville      | 188,1 m                       | 42     | 1990    | Erbaut |
| 10. | Marina Blue                         | Miami             | 187,5 m                       | 57     | 2007    | Erbaut |
| 11. | Epic Residences & Hotel             | Miami             | 182,9 m                       | 54     | 2009    | Erbaut |
| 12. | Icon Brickell North Tower           | Miami             | 178,6 m                       | 58     | 2008    | Erbaut |
| 12. | Icon Brickell South Tower           | Miami             | 178,6 m                       | 58     | 2008    | Erbaut |
| 14. | Ten Museum Park                     | Miami             | 178,3 m                       | 50     | 2007    | Erbaut |
| 15. | 100 North Tampa                     | Tampa             | 176,5 m                       | 42     | 1992    | Erbaut |
| 16. | Bank of America Plaza               | Tampa             | 175,9 m                       | 42     | 1986    | Erbaut |
| 17. | Jade Beach                          | Sunny Isles Beach | 175 m                         | 53     | 2008    | Erbaut |
| 18. | Blue Diamond                        | Miami Beach       | 170,4 m                       | 44     | 2000    | Erbaut |
| 18  | Green Diamond                       | Miami Beach       | 170,4 m                       | 44     | 2000    | Erbaut |
| 20. | Quantum on the Bay South Tower      | Miami             | 168,9 m                       | 51     | 2008    | Erbaut |
| 20. | 50 Biscayne                         | Miami             | 168,9 m                       | 55     | 2007    | Erbaut |
| 22. | Trump Palace                        | Sunny Isles Beach | 168 m                         | 55     | 2005    | Erbaut |
| 23. | Trump Royale                        | Sunny Isles Beach | 167,6 m                       | 55     | 2008    | Erbaut |
| 24. | Jade Ocean                          | Sunny Isles Beach | 166,4 m                       | 51     | 2009    | Erbaut |
| 25. | Opera Tower                         | Miami             | 166,4 m                       | 51     | 2009    | Erbaut |
| 26. | 1450 Brickell                       | Miami             | 164,6 m (Höhe bis zur Spitze) | 40     | 2009    | Erbaut |
| 27. | Everglades on the Bay - North Tower | Miami             | 164 m                         | 49     | 2008    | Erbaut |
| 27  | Everglades on the Bay - South Tower | Miami             | 164 m                         | 49     | 2008    | Erbaut |
| 29. | One Tampa City Center               | Tampa             | 163,7 m                       | 39     | 1981    | Erbaut |
| 30. | Wells Fargo Center                  | Jacksonville      | 163,1 m                       | 37     | 1974    | Erbaut |
| 31. | Jade at Brickell Bay                | Miami             | 160,9 m                       | 48     | 2004    | Erbaut |
| 32. | Plaza on Brickell Tower 2           | Miami             | 160 m                         | 48     | 2007    | Erbaut |
| 32. | SunTrust Financial Center           | Tampa             | 160 m                         | 36     | 1992    | Erbaut |
| 34. | Santa Maria                         | Miami             | 158,5 m                       | 51     | 1997    | Erbaut |
| 35. | The Ivy                             | Miami             | 156,2 m                       | 45     | 2008    | Erbaut |
| 36. | Stephen P. Clark Center             | Miami             | 155,4 m                       | 28     | 1985    | Erbaut |
| 37. | The Beach Club Tower 2              | Hallandale Beach  | 153,9 m                       | 50     | 2006    | Erbaut |
| 38. | Wind                                | Miami             | 152,7 m                       | 41     | 2008    | Erbaut |
| 39. | Akoya                               | Miami             | 150 m                         | 47     | 2004    | Erbaut |
| 39. | One Biscayne Tower                  | Miami             | 150 m                         | 40     | 1973    | Erbaut |